# Australian Crawl
Pour les articles homonymes, voir Crawl (homonymie).
Australian Crawl est un groupe de rock australien et de new wave des années 1980.
Le groupe fut créé en 1978 à Melbourne par James Reyne (chant/piano, né le 19 mai 1957 à Lagos au Nigéria), Guy McDonough (chant/guitare), Bill McDonough (batterie), Simon Binks (guitare), Paul Williams (basse) et Brad Robinson (guitare). Split en 1986.

## Albums
- 1980 : The Boys Light Up
- 1981 : Sirocco
- 1982 : Sons Of Beaches
- 1982 : Phalanx
- 1983 : Semantics
- 1998 : Between a Rock And a Hard Place